# Hottviller
Hottviller – miejscowość i gmina we Francji, w regionie Grand Est, w departamencie Mozela.
Według danych na rok 1990 gminę zamieszkiwało 700 osób, a gęstość zaludnienia wynosiła 84 osoby/km² (wśród 2335 gmin Lotaryngii Hottviller plasuje się na 482. miejscu pod względem liczby ludności, natomiast pod względem powierzchni na miejscu 721.).